# SV Thorn
Sportverein Thorn – niemiecki klub sportowy z siedzibą w Toruniu, działający w latach 1940–1944. Jedyny toruński klub grający w najwyższej hitlerowskiej piłkarskiej klasie rozgrywkowej – Gaulidze. Jedyny klub w Gauliga Gdańsk-Prusy Zachodnie, który nie zremisował żadnego meczu.

## Historia

### Sezon 1940/1941

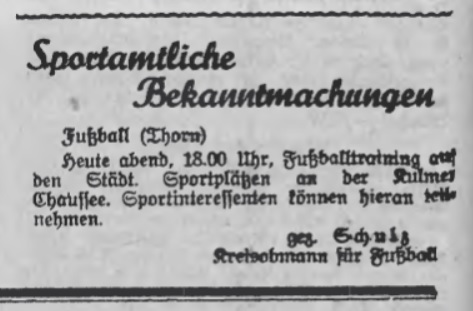
Zaproszenie na trening w lokalnej prasie. Thorner Freiheit, 8.05.1940

Klub założyli Niemcy w okupowanym Toruniu 7 maja 1940, nawiązując w nazwie do najstarszego toruńskiego klubu piłkarskiego - Sport Verein Thorn, założonego w maju 1909, jeszcze w czasach Cesarstwa Niemieckiego. W założeniu miał być klubem miejskim więc oprócz sekcji piłki nożnej posiadał też sekcje piłki ręcznej na trawie i lekkiej atletyki. W lokalnej prasie ukazywały się ogłoszenia informujące o powstaniu klubu i zachęcające każdego chętnego do przyjścia na trening. Oczywiście każdego chętnego Niemca, bowiem w ramach akcji Intelligenzaktion między 600 a 1100 polskich mieszkańców Torunia straciło życie w podtoruńskim lesie na Barbarce. Drugie tyle wysiedlono do Generalnego Gubernatorstwa.
Piłkarze pierwsze mecze rozegrali już 12 i 13 maja 1940, podczas czterodniowego miejskiego turnieju piłkarskiego, przeciwko drużynom złożonym ze stacjonujących w Toruniu żołnierzy piechoty Wehrmachtu. Bilans wypadł niekorzystny, bo chociaż w półfinale zwyciężyli 4:2, to finał przegrali 2:6.
Zgodnie z hitlerowską polityką centralizacji rozgrywki piłkarskie podlegały centralnemu urzędowi jakim był Urząd ds. Piłki Nożnej (Fachamt Fuβball; pełna nazwa brzmiała: Fachamt 2 - Fußball, Rugby, Kricket) będący częścią Niemieckiego Związku Rzeszy ds. Ćwiczeń Fizycznych (Reichsbund für Leibesübungen). SV Thorn od razu wszedł więc do systemu rozgrywek istniejących już od 1933 roku (a kontynuujących wcześniejsze tradycje). Jako nowo powstały klub przydzielono go do najniższej klasy rozgrywkowej, a była nim 1. Klasse - niższa liga Okręgu Gdańsk-Prusy Wschodnie (ligą wyższą była Gauliga). Ta niższa liga podzielona była na trzy grupy (Rejencje, zwane Bezirk): gdańską, elbląską i bydgoską. Grupa bydgoska dzieliła się z kolei na cztery grupy powiatowe (Kreis): bydgoską, świecką, toruńską i w Sępólnie Krajeńskim. SV Thorn wygrał grupę toruńską rozgrywając zaledwie 3 mecze: dwukrotnie pokonał Polizei-SV Thorn i raz SG Schulitz (Solec Kujawski), na dodatek rywale nie zagrali ze sobą ani razu (został za to przyznany jeden walkower). Ponieważ w pozostałych powiatach rozegrano jeszcze mniej meczów, nie doszło do finałów Rejencji Bydgoskiej, a co za tym idzie żaden klub z tej Rejencji nie zagrał w finałach 1. Klasse i nie awansował do Gauligi.
| L.p.           | Zespół                       | Pkt | M | W | R | P | Br+ | Br− | +/− |
| -------------- | ---------------------------- | --- | - | - | - | - | --- | --- | --- |
| 1.             | SV Thorn                     | 6:0 | 3 | 3 | 0 | 0 | 26  | 0   | +26 |
| 2.             | Polizei SV Thorn             | 2:4 | 3 | 1 | 0 | 2 | 0   | 14  | -14 |
| 3.             | SG Schulitz (Solec Kujawski) | 0:4 | 2 | 0 | 0 | 2 | 0   | 12  | -12 |
| Źródło: "DSFS" |                              |     |   |   |   |   |     |     |     |

UWAGA: w tabeli nie ma błędu: 0 strzelonych bramek przy jednym zwycięstwie jest efektem przyznawania walkowerów z bilansem bramek 0:0.

| Wyniki meczów ligowych 1940/1941  | Wyniki meczów ligowych 1940/1941 | Wyniki meczów ligowych 1940/1941 | Wyniki meczów ligowych 1940/1941 | Wyniki meczów ligowych 1940/1941 |
| --------------------------------- | -------------------------------- | -------------------------------- | -------------------------------- | -------------------------------- |
| Rywal                             | w Toruniu                        | w Toruniu                        | na wyjeździe                     | na wyjeździe                     |
| Rywal                             | data                             | wynik                            | data                             | wynik                            |
| Polizei-SV Thorn                  | 6.10.1940                        | 10:0                             |                                  | 4:0                              |
| SG Schulitz                       | 10.11.1940                       | 12:0                             | -                                | -                                |
| Źródło: "Thorner Freiheit" "DSFS" |                                  |                                  |                                  |                                  |

#### Inne
W roku 1940, pierwszym roku istnienia, klub rozgrywał głównie mecze towarzyskie:
| Data                       | Rywal                         | Wynik      |
| -------------------------- | ----------------------------- | ---------- |
| 20.05.1940                 | Infanterie                    | 4:3 (3:0)  |
| 31.05.1940                 | Luftwaffenbaubatallion        | ??1        |
| 1.06.1940                  | Panzerjäger Kulmsee (Chełmża) | 4:1 (1:0)  |
| 18.08.1940                 | Luftwaffen Baukompanie        | 4:2 (2:1)2 |
| 13.10.1940                 | Post SV Bromberg              | 15:1 (6:0) |
| 20.10.1940                 | SV Danzig-Neufahrwasser       | 3:2 (3:0)  |
| 27.10.1940                 | Auswahlmanschaft Bromberg     | 8:1 (4:0)3 |
| 17.11.1940                 | LSV Posen                     | 4:0 (2:0)4 |
| 24.11.1940                 | Preussen Danzig               | 0:6 (0:3)  |
| 1.12.1940                  | Luftwaffe Bromberg            | 3:1        |
| Źródło: "Thorner Freiheit" |                               |            |

1Mecz był zapowiedziany w prasie dzień wcześniej na godzinę 18:30, ale nie wiadomo czy ostatecznie się odbył.

2W relacji z tego meczu dziennikarz użył określenia "blauweissen" (niebiesko-biali) co pozwala nam określić barwy klubowe.

3Bramki zdobyli: lewy łącznik (x3), prawy łącznik (x2), prawoskrzydłowy, lewoskrzydłowy i środkowy napastnik. Dokładnie tak strzelców podała lokalna prasa - posługując się pozycjami a nie nazwiskami.

4Drużyna gości przyjechała z innego okręgu i był to jeden z nielicznych meczów SV Thorn z klubem spoza okręgu Gdańsk-Prusy Zachodnie.

### Sezon 1941/1942
Niższa liga (1. Klasse Danzig-Westpreußen) nadal podzielona była na trzy grupy, tym razem był to ligi Rejencji: gdańskiej, bydgoskiej i kwidzyńskiej. Ponadto Rejencja Bydgoska dzieliła się na dwie grupy (Staffel) - A i B. Chociaż SV Thorn nie wygrał swojej grupy (B), to zarówno zagrał w finale Rejencji jak i zyskał prawo do gry w kwalifikacjach do Gauligi na przyszły sezon.
| L.p.           | Zespół                         | Pkt  | M | W | R | P | Br+ | Br− | +/− |
| -------------- | ------------------------------ | ---- | - | - | - | - | --- | --- | --- |
| 1.             | Post-SG Thorn (B)              | 11:3 | 7 | 5 | 1 | 1 | 29  | 20  | +9  |
| 2.             | SV Thorn                       | 6:4  | 5 | 3 | 0 | 2 | 27  | 13  | +14 |
| 3.             | Reichsbahn SG Thorn (B)        | 4:6  | 5 | 2 | 0 | 3 | 17  | 23  | -6  |
| 4.             | SC Graudenz                    | 3:7  | 5 | 1 | 1 | 3 | 11  | 17  | -6  |
| 5.             | TuSV Schulitz (Solec Kujawski) | 0:0  | 0 | 0 | 0 | 0 | 0   | 0   | 0   |
| 6.             | SG OrPo Thorn                  | 0:4  | 2 | 0 | 0 | 2 | 2   | 13  | -11 |
| Źródło: "DSFS" |                                |      |   |   |   |   |     |     |     |

| Wyniki meczów ligowych 1941/1942 | Wyniki meczów ligowych 1941/1942 | Wyniki meczów ligowych 1941/1942 | Wyniki meczów ligowych 1941/1942 | Wyniki meczów ligowych 1941/1942 |
| -------------------------------- | -------------------------------- | -------------------------------- | -------------------------------- | -------------------------------- |
| Rywal                            | w Toruniu                        | w Toruniu                        | na wyjeździe                     | na wyjeździe                     |
| Rywal                            | data                             | wynik                            | data                             | wynik                            |
| Post-SG Thorn                    | 5.10.1941                        | 5:3 (2:1)                        | 2.11.1941                        | 3:5 (1:2)                        |
| Reichsbahn SG Thorn              | 7.12.1941                        | 13:0 (7:0)                       |                                  |                                  |
| SC Graudenz                      |                                  |                                  |                                  |                                  |
| TuSV Schulitz                    | -                                | -                                | -                                | -                                |
| SG OrPo Thorn                    |                                  |                                  |                                  |                                  |
| Źródło: "Thorner Freiheit"       |                                  |                                  |                                  |                                  |

W dwumeczu o zwycięstwo Rejencji klub zmierzył się ze zwycięzcą grupy A - SG Bromberg:
- 10 maja 1942 przegrał pierwszy mecz 1:5[8]
- 31 maja 1942 w rewanżu zwyciężył 4:1[9]

W turnieju barażowym rywalami były: Turnverein Ohra (zwycięzca grupy A Rejencji Gdańskiej), Luftwaffen SV Danzig (zwycięzca grupy B Rejencji Gdańskiej), BSG Ferdinand Schichau GmbH Elbing (zwycięzca Rejencji Malborskiej) i SG Bromberg. SV Thorn wygrał po jednym meczu z TV Ohra i Schichau Elbing, otrzymał po jednym walkowerze z tymi drużynami, zremisował i przegrał z LSV Danzig, oraz dwukrotnie uległ SG Bromberg. Dało to w efekcie trzecie miejsce w tabli barażowej, a ponieważ Gauliga miała zostać poszerzona z 10 do 11 zespołów, wystarczyło to do awansu.
| L.p.           | Zespół                   | Pkt  | M | W | R | P | Br+ | Br− | +/− |
| -------------- | ------------------------ | ---- | - | - | - | - | --- | --- | --- |
| 1.             | SG Bromberg              | 14:2 | 8 | 7 | 0 | 1 | 32  | 11  | +21 |
| 2.             | Luftwaffen-SV Danzig     | 13:3 | 8 | 6 | 1 | 1 | 33  | 14  | +19 |
| 3.             | SV Thorn                 | 9:7  | 8 | 4 | 1 | 3 | 22  | 15  | +7  |
| 4.             | Turnverein Ohra (Orunia) | 2:14 | 8 | 1 | 0 | 7 | 12  | 25  | -13 |
| 5.             | BSG Schichau Elbing      | 2:14 | 8 | 1 | 0 | 7 | 5   | 39  | -34 |
| Źródło: "DSFS" |                          |      |   |   |   |   |     |     |     |

| Wyniki w turnieju barażowym do Gauligi          | Wyniki w turnieju barażowym do Gauligi | Wyniki w turnieju barażowym do Gauligi | Wyniki w turnieju barażowym do Gauligi | Wyniki w turnieju barażowym do Gauligi |
| ----------------------------------------------- | -------------------------------------- | -------------------------------------- | -------------------------------------- | -------------------------------------- |
| Rywal                                           | w Toruniu                              | w Toruniu                              | na wyjeździe                           | na wyjeździe                           |
| Rywal                                           | data                                   | wynik                                  | data                                   | wynik                                  |
| SG Bromberg                                     | 5.07.1942                              | 1:2 (0:2)                              | 19.07.1942                             | 1:4 (1:1)                              |
| Luftwaffen-SV Danzig                            | 12.07.1942                             | 3:6 (1:5)1                             | 28.06.1942                             | 2:2                                    |
| Turnverein Ohra                                 | 21.06.1942                             | 6:0 (2:0)                              | -                                      | wo                                     |
| BSG Schichau Elbing                             | 7.06.1942                              | 9:1 (2:0)2                             | -                                      | wo                                     |
| Źródło: "Thorner Freiheit" "Deutsche Rundschau" |                                        |                                        |                                        |                                        |

1Skład SV Thorn:  Wyczinski - Deiniger, Bauer - Steppbacher, Feustel, Schmidt - Wierzelewski, Vogel, Kowalski, Kaminski, Schwarze

2Skład SV Thorn:  Wivinecki - Konetzni, Deiniger -  Schmidt, Keberle, Steppbacher - Schantzmann, Vogel, Kowalski, Kaminski, Schwarze

#### Puchar 1941
Oprócz rozgrywek ligowych klub przystąpił do walki o Puchar Niemiec (ówcześnie nazywany Pucharem Tschammera). Zgodnie z zasadami tych rozgrywek zaczął od meczów na szczeblu lokalnym:
- 20 kwietnia 1941 w pierwszej Hauptrunde (była to runda rozgrywek w obrębie całego Okręgu /Gau/) sensacyjnie pokonał w Toruniu Vittorię Elbing 4:0 (2:0). Zagrał w składzie: Hajok - Dippold, Paulten - Ternes, A.Schmidt, Enckhussen - Derenbach, Krebs, Schönowski, Krausse, Schwarze a bramki dla torunian zdobyli Krebs (x3) i Schönowski[13].
- 18 maja 1941 w drugiej Hauptrunde równie wysoko przegrał z Danziger SC 1:5 (0:4) i zakończył przygodę z pucharem[14].

#### Inne
Oprócz meczów ligowych i pucharowych klub nadal grał mecze towarzyskie. Odbywały się one bardzo nieregularnie, czasem przez cały miesiąc nie rozegrano żadnego, aby nagle w ciągu dwóch tygodni odbyły się trzy. Rywale w tych spotkaniach nie byli zbyt zróżnicowani: najczęściej były to pozostałe drużyny toruńskie lub regionalne drużyny wojskowe, nieco rzadziej trafiały się pierwszo- lub drugoligowe drużyny z Okręgu Gdańsk Prusy-Zachodnie. Trzy z tych sparingów zasługują jednakże na uwagę:
- 17 sierpnia 1941 torunianie zagrali w Pile z Herthą Schneidemühl - drużyną, która w połowie lat 30. przez trzy sezony występowała w Gaulidze Pommern. Mecz zakończył się remisem 2:2 (2:0) i był to jeden z trzech meczów rozegranych poza Okręgiem Gdańsk-Prusy Zachodnie a jedyny na terenie Okręgu Pomorskiego[15].
- 26 października 1941 klub gościł w Inowrocławiu na meczu z SG Hohensalza i wygrał 3:0 (1:0). Był to jeden z trzech meczów rozegranych poza Okręgiem Gdańsk-Prusy Zachodnie a jedyny na terenie Kraju Warty (Gauliga Wartheland)[16].
- 19 kwietnia 1942 rywalem był HUS Marienwerder. SV Thorn zwyciężył 4:0 (0:0) ale istotne jest to, że jest to kolejny z meczów z których dowiadujemy się o składzie klubu: skład: Wirschinski - Konetzni, Piontek - Wischnewski, Gruber, Schmidt - Derenbach, Vogel, Kowalski, Kaminski, Schwarze[17].

### Sezon 1942/1943
W tym sezonie klub zagrał w najwyższej klasie rozgrywkowej w ówczesnych Niemczech. Ówczesny system rozgrywek składał się z okręgów (Gaulig), których zwycięzcy grali systemem pucharowym o mistrzostwo Niemiec. Gauligi liczyły średnio 10 drużyn, większe (12-15 drużyn) dzielone były na grupy. W Gauligach grano systemem każdy z każdym mecz i rewanż, ale ze względu na wojenny czas nie wszystkie mecze doszły do skutku. Sytuację skomplikował fakt, że po wycofaniu się niektórych drużyn z rozgrywek ich wcześniejsze wyniki anulowano. Dość nietypowym, z dzisiejszego punktu widzenia, było przyznawanie walkowerów tylko w postaci punktów meczowych, z bilansem bramkowym zero-zero.
| L.p.           | Zespół                               | Pkt   | M  | W  | R | P  | Br+ | Br− | +/− |
| -------------- | ------------------------------------ | ----- | -- | -- | - | -- | --- | --- | --- |
| 1.             | SV Neufahrwasser                     | 23:5  | 14 | 11 | 1 | 2  | 41  | 24  | +17 |
| 2.             | Luftwaffen-SV Danzig (B)             | 22:6  | 14 | 11 | 0 | 3  | 50  | 21  | +29 |
| 3.             | SV Thorn (B)                         | 14:14 | 14 | 7  | 0 | 7  | 35  | 33  | +2  |
| 5.             | SC Preußen Danzig                    | 14:14 | 14 | 6  | 2 | 6  | 32  | 31  | +1  |
| 5.             | SG Bromberg (B)                      | 13:15 | 14 | 6  | 1 | 7  | 21  | 29  | -8  |
| 6.             | SV Viktoria Elbing                   | 11:17 | 14 | 5  | 1 | 8  | 32  | 33  | -1  |
| 7.             | BuEV Danzig                          | 10:18 | 14 | 2  | 1 | 1  | 13  | 19  | -6  |
| 8.             | Post-SG Danzig                       | 5:23  | 14 | 11 | 1 | 2  | 24  | 58  | -34 |
| 9.             | SC Wacker Schidlitz (Siedlce/Gdańsk) | 01    | 14 | 1  | 2 | 11 | 20  | 64  | -44 |
| 10.            | SG Ordnungpolizei Danzig             | 02    | 10 | 2  | 3 | 5  | 18  | 35  | -17 |
| 11.            | HUS Marienwerder (Kwidzyn) (M)       | 02    | 14 | 2  | 0 | 10 | 9   | 27  | -18 |
| Źródło: "DSFS" |                                      |       |    |    |   |    |     |     |     |

1Klub wycofał się z rozgrywek w kwietniu 1943; wszystkie dotychczasowe mecze anulowano.

2Klub wycofał się z rozgrywek w styczniu 1943; wszystkie dotychczasowe mecze anulowano.

| Wyniki meczów ligowych 1942/1943          | Wyniki meczów ligowych 1942/1943 | Wyniki meczów ligowych 1942/1943 | Wyniki meczów ligowych 1942/1943 | Wyniki meczów ligowych 1942/1943 |
| ----------------------------------------- | -------------------------------- | -------------------------------- | -------------------------------- | -------------------------------- |
| Rywal                                     | w Toruniu                        | w Toruniu                        | na wyjeździe                     | na wyjeździe                     |
| Rywal                                     | data                             | wynik                            | data                             | wynik                            |
| SV Neufahrwasser                          |                                  | 2:1                              |                                  | 2:4                              |
| Luftwaffen-SV Danzig                      |                                  | 3:5                              |                                  | 2:3                              |
| SC Preußen Danzig                         | -                                | p(wo)1                           |                                  | 2:6                              |
| SG Bromberg                               |                                  | 3:0                              |                                  | 5:3                              |
| SV Viktoria Elbing                        | -                                | p(wo)1                           |                                  | 2:5                              |
| BuEV Danzig                               | -                                | w(wo)2                           | -                                | w(wo)2                           |
| Post-SG Danzig                            |                                  | 7:1                              |                                  | 7:5                              |
| SC Wacker Schidlitz                       |                                  | 7:44                             | -                                | x3                               |
| SG Ordnungpolizei Danzig                  | -                                | x3                               | -                                | x3                               |
| Heeres-Unteroffiziers-Schule Marienwerder | -                                | x3                               |                                  | 3:14                             |
| Źródło: "DSFS"                            |                                  |                                  |                                  |                                  |

1SV Thorn przegrał walkowerem z bilansem bramek 0:0, ponieważ odmówił rozegrania meczu.

2SV Thorn wygrał walkowerem z bilansem bramek 0:0, ponieważ rywal odmówił rozegrania meczu.

3Mecz się nie odbył i nie przyznano punktów, ponieważ rywal wcześniej wycofał się z rozgrywek.

4Wynik meczu anulowano, ponieważ rywal wcześniej wycofał się z rozgrywek.

#### Puchar 1942
Oprócz rozgrywek ligowych klub wystąpił też w Pucharze Niemiec (Pucharze Tschammera), tradycyjnie zaczynając od meczów na szczeblu lokalnym:
- 26 kwietnia 1942 pokonał w Toruniu RVgg Ostmark-Hansa Danzig 3:1 (2:0) i jako jedyna drużyna spoza Gdańska awansował do Hauptrunde. Bramki dla torunian zdobyli Schwarze, Gruber i Kaminski[18].
- 17 maja 1942 w pierwszej Hauptrunde przegrał z aktualnym wicemistrzem (a jak się wkrótce okaże nowym mistrzem) SV Neufahrwasser 2:4 (2:1) i odpadł z dalszej rywalizacji[19].

#### Inne
Z wielu meczów towarzyskich, nadal granych praktycznie co sobotę lub niedzielę, jeden zasługuje na uwagę:
- 23 sierpnia 1942 gościem była drużyna z Kraju Warty (Gauliga Wartheland):  TSG Gnesen (Gniezno). Jak wynika z relacji prasowej, goście narzucili torunianom zbyt duże tempo i łatwo wygrali 3:7 (2:3)[20]. Był to kolejny z niewielu meczów SV Thorn z drużyną spoza okręgu Gdańsk-Prusy Zachodnie[7].

### Sezon 1943/1944
Był to kolejny sezon spędzony w najwyższej klasie rozgrywkowej. W tym sezonie system rozgrywek tworzyło 30 okręgów (Gau).
| L.p.           | Zespół                 | Pkt   | M  | W  | R | P  | Br+ | Br− | +/− |
| -------------- | ---------------------- | ----- | -- | -- | - | -- | --- | --- | --- |
| 1.             | Luftwaffen-SV Danzig   | 32:4  | 18 | 15 | 2 | 1  | 54  | 23  | +31 |
| 2.             | Post-SG Gotenhafen (B) | 29:7  | 18 | 14 | 1 | 3  | 51  | 23  | +28 |
| 3.             | SV Neufahrwasser (M)   | 19:17 | 18 | 9  | 1 | 8  | 50  | 57  | -7  |
| 4.             | BuEV Danzig            | 17:19 | 18 | 8  | 1 | 9  | 59  | 48  | +11 |
| 5.             | SG Bromberg            | 16:20 | 18 | 8  | 0 | 10 | 44  | 45  | -1  |
| 6.             | Post-SG Danzig         | 15:21 | 18 | 6  | 3 | 9  | 52  | 49  | +3  |
| 7.             | SV Viktoria Elbing     | 15:21 | 18 | 7  | 1 | 10 | 35  | 38  | -3  |
| 8.             | SV Thorn               | 14:22 | 18 | 7  | 0 | 11 | 46  | 48  | -2  |
| 9.             | SC Preußen Danzig      | 14:22 | 18 | 6  | 2 | 10 | 37  | 48  | -11 |
| 10.            | Danziger SC (B)        | 9:27  | 18 | 4  | 1 | 13 | 28  | 77  | -49 |
| Źródło: "DSFS" |                        |       |    |    |   |    |     |     |     |

| Wyniki meczów ligowych 1943/1944  | Wyniki meczów ligowych 1943/1944 | Wyniki meczów ligowych 1943/1944 | Wyniki meczów ligowych 1943/1944 | Wyniki meczów ligowych 1943/1944 |
| --------------------------------- | -------------------------------- | -------------------------------- | -------------------------------- | -------------------------------- |
| Rywal                             | w Toruniu                        | w Toruniu                        | na wyjeździe                     | na wyjeździe                     |
| Rywal                             | data                             | wynik                            | data                             | wynik                            |
| Luftwaffen SV Danzig              | -                                | p(wo)1                           | 12.09.1943                       | 1:2                              |
| Post-SG Gotenhafen                | 29.08.1943                       | 1:3                              |                                  | 2:3                              |
| SG Neufahrwasser                  | 21.11.1943                       | 11:02                            | 26.03.1944                       | 7:4                              |
| BuEV Danzig                       | -                                | w(wo)3                           | 31.10.1943                       | 2:6                              |
| SG Bromberg                       | 2.04.1944                        | 1:2                              | 17.10.1943                       | 0:6                              |
| Post-SG Danzig                    |                                  | 1:9                              | 28.11.1943                       | 1:2                              |
| SV Viktoria Elbing                | 5.09.1943                        | 0:1                              | 12.12.1943                       | 2:0                              |
| SC Preußen Danzig                 | 24.10.1943                       | 2:5                              |                                  | 5:3                              |
| Danziger SC                       | 3.10.1943                        | 2:1                              | 14.05.1944                       | 8:1                              |
| Źródło: "Thorner Freiheit" "DSFS" |                                  |                                  |                                  |                                  |

1SV Thorn przegrał walkowerem z bilansem bramek 0:0, ponieważ odmówił rozegrania meczu.

2Jest to kolejny z nielicznych meczów, z których znamy skład SV Thorn:  Keppler - Behrend, Schiltz, Jitzek, Osmanski, Schmidt, Wierzelewski, Resch, Heyerhof, Kaminski, Walendowski. Bramki zdobyli: Resch (x4), Kaminski (x3), Wierzelewski (x2) i Walendowski (x2).

3SV Thorn wygrał walkowerem z bilansem bramek 0:0, ponieważ rywal odmówił rozegrania meczu.

#### Inne
W tym sezonie, podobnie jak w poprzednim, klub rozgrywał także mecze towarzyskie. Z nich dwa warte są uwagi:
- 14 listopada 1943 SV Thorn zagrał mecz w Płocku z tamtejszym SV Schröttersburg. Wygrał go 3:2 (2:1), ale co ważne - był to trzeci i ostatni mecz klubu poza Okręgiem Gdańsk-Prusy Zachodnie a jedyny na terenie Okręgu Prusy Wschodnie (Gauliga Ostpreußen)[22].
- 28 maja 1944 do Torunia przyjechał dwukrotny mistrz Kraju Warty (Gauligi Wartheland) - BSG DWM Posen (Poznań). Mecz nie dość, że zakończył się zwycięstwem torunian 4:3 (2:2), to padł na nim także rekord frekwencji na toruńskich meczach: 3500 kibiców[23]. Ponadto był to ostatni z meczów rozegranych z drużynami spoza okręgu Gdańsk-Prusy Zachodnie[7].

### Sezon 1944/1945
W nowym sezonie, rozpoczętym 23 lipca 1944, w miejsce dwóch spadkowiczów pojawiły się dwie nowe drużyny: WKG Kriegsmarine Oxhöft (Oksywie) i HSV Unteroffiziersschule Mewe (Gniew). A właściwie powinny pojawić, ponieważ sytuacja na froncie wschodnim (jeszcze 16 lipca Rosjanie zajęli Grodno, 27 lipca Białystok, 2 sierpnia dotarli do wschodnich przedmieść Warszawy a 29 sierpnia na zachód od Kowna osiągnęli wschodnią granicę z Prusami Wschodnimi) spowodowała, że rozgrywki ligowe zawieszono po zaledwie kilku meczach, i to wyłącznie pomiędzy drużynami z Gdańska i Gdyni. Ponieważ dłuższe podróże na mecze okazały się niemożliwe, wszystkie kluby z okręgu które wyraziły chęć dalszej gry, podzielono na cztery grupy: gdańską, gdyńską, elbląską i bydgoską. SV Thorn trafił do tej ostatniej razem z klubami z Bydgoszczy (Bromberger SG, Reichsbahn SG Bromberg), Chełmna (VfL Kulm) oraz lokalnym rywalem Post-SG Thorn. Żaden mecz nie został jednak rozegrany:
- 9 października 1944 toruńska prasa podała kilka wyników innych grup i poinformowała, że mecze SV Thorn : Reichsbahn SG Bromberg oraz Post-SG Thorn : VfL Kulm trzeba było przełożyć[25].
- 16 października 1944 ta sama gazeta podała wyniki kilku spotkań, jednakże znalazły się tam wyłącznie mecze pozostałych grup. Natomiast dwa spotkania określono jako "ausgefallen" (przełożone) - były to kolejne spotkania grupy bydgoskiej - SV Thorn : VfL Kulm oraz Post-SG Thorn : Reichsbahn SG Bromberg[26]. Było to ostatnie wspomnienie konkretnych klubów z grupy bydgoskiej, w tym SV Thorn.
- 6 listopada 1944 toruńska prasa tradycyjnie podała wyniki rozgrywek, ale o grupie bydgoskiej napisała, że "swoich rozgrywek jeszcze nie rozpoczęła"[27]. Była to ostatnia wzmianka o rozgrywkach grupy bydgoskiej, chociaż wyniki pozostałych grup podawano aż do początku stycznia.

Już po zawieszeniu sezonu, 30 lipca rozgromił lokalnego rywala Post-SG Thorn 17:1 (8:1) i jest to ostatni znany rozegrany mecz. Dalsze losy klubu nie są znane, najprawdopodobniej został rozwiązany pod koniec roku 1944 lub na początku roku następnego (W styczniu 1945 rozpoczęto ewakuację ludności niemieckiej na zachód, do 20 stycznia Toruń opuściła prawie połowa mieszkańców, niemal wyłącznie Niemców; 23 stycznia rozpoczęły się walki na przedmieściach miasta, a po ewakuacji garnizonu w nocy 30-31 stycznia, 1 lutego do miasta wkroczyły oddziały Armii Czerwonej).

#### Puchar 1944
Natomiast dużo wcześniej, w pierwszej rundzie Pucharu Niemiec na szczeblu lokalnym SV Thorn spotkał się z WKG Kriegsmarine Oxhöft (Oksywie). 4 czerwca 1944 torunianie zwyciężyli po dogrywce 5:4 (0:3, 4:4), strzelając gola w samej końcówce co uchroniło ich przed powtórzeniem meczu (w przypadku remisu mecz powtarzano na boisku przeciwnika). W kolejnych rundach klub jednak nie zagrał.

## Druga drużyna

### Sezon 1942/1943
Druga drużyna klubu została zgłoszona do rozgrywek dopiero od sezonu 1942/1943. Zaczęła od najniższej klasy czyli 1. Klasse Danzig-Westpreußen - tam gdzie dwa lata wcześniej zaczynał cały klub. Biorąc pod uwagę fakt, że jako jedyna drużyna w tym sezonie nie rozegrała żadnego meczu, być może zgłoszenie zostało dokonane na wyrost i klub w rzeczywistości nie dysponował aż tak szeroką kadrą.
Niższa liga w tym sezonie podzielona była na siedem grup: gdańską, sopocko-gdyńską, elbląską, tczewsko-chojnicką, malborską, grudziądzko-kwidzyńską oraz bydgosko-toruńską. Rezerwy trafiły oczywiście do tej ostatniej.
| L.p.           | Zespół                 | Pkt | M | W | R | P | Br+ | Br− | +/− |
| -------------- | ---------------------- | --- | - | - | - | - | --- | --- | --- |
| 1.             | WSV Bromberg (B)       | 9:1 | 5 | 4 | 1 | 0 | 21  | 9   | +12 |
| 2.             | Reichsbahn SG Bromberg | 7:1 | 4 | 3 | 1 | 0 | 15  | 6   | +9  |
| 3.             | SV Thorn II (B)        | 0:0 | 0 | 0 | 0 | 0 | 0   | 0   | 0   |
| 4.             | Reichsbahn SG Thorn    | 0:6 | 3 | 0 | 0 | 3 | 2   | 14  | -12 |
| 5.             | Post-SG Thorn          | 0:8 | 4 | 0 | 0 | 4 | 5   | 14  | -9  |
| Źródło: "DSFS" |                        |     |   |   |   |   |     |     |     |

### Sezon 1943/1944
Przypuszczenia co do niezbyt szerokiej kadry klubowej znalazły potwierdzenie w kolejnym sezonie. Tym razem niższa liga podzielona została na sześć grup: gdańską, sopocko-gdyńską, elbląską, tczewsko-chojnicką, grudziądzko-kwidzyńską oraz bydgosko-toruńską. Klubowe rezerwy zostały połączone z kolejowym klubem Reichsbahn SG Thorn, i tym razem to ten nowy twór rozegrał najwięcej spotkań w sezonie ligowym. Niestety nie sposób stwierdzić jaki był procentowy udział zawodników z poszczególnych klubów, ponieważ nie znamy ani jednego zawodnika tego nowego tworu.
| L.p.           | Zespół                            | Pkt | M | W | R | P | Br+ | Br− | +/− |
| -------------- | --------------------------------- | --- | - | - | - | - | --- | --- | --- |
| 1.             | Post-SG Thorn                     | 5:5 | 5 | 2 | 1 | 2 | 22  | 16  | +6  |
| 2.             | VfL Kulm (Chełmno)                | 5:3 | 4 | 2 | 1 | 1 | 11  | 7   | +4  |
| 3.             | Reichsbahn SG Kulmsee (Chełmża)   | 2:0 | 1 | 1 | 0 | 0 | 1   | 0   | +1  |
| 4.             | SV Thorn II / Reichsbahn SG Thorn | 2:4 | 3 | 1 | 0 | 2 | 10  | 15  | -5  |
| 5.             | WSV Bromberg                      | 0:2 | 1 | 0 | 0 | 1 | 1   | 7   | -6  |
| 6.             | Reichsbahn SG Bromberg            | 0:0 | 0 | 0 | 0 | 0 | 0   | 0   | 0   |
| Źródło: "DSFS" |                                   |     |   |   |   |   |     |     |     |

### Sezon 1944/1945
W kolejnym, ostatnim jak się okazało, sezonie 1. Klasse podzielona została na cztery grupy: gdańską, elbląską, sopocko-gdyńską i bydgosko-toruńską. Rezerwy klubu zostały zgłoszone do rozgrywek już pod swoją nazwą (czyżby większy i silniejszy klub - SV Thorn - wchłonął mniejszy - kolejowy? Potwierdzałby to fakt, że odtąd ten drugi - Reichsbahn SG Thorn - nie występuje już w rozgrywkach). Oprócz rezerw w niższej lidze zagrać miały: Reichsbahn SG Graudenz, Reichsbahn SG Deutsch Eylau (Iława), SG Nakel i SG Bromberg II. Ponieważ rozgrywki nie doszły do skutku, istnienie drużyny rezerw dobiegło końca - do połączonych gauligowo-pierwszoklasowych rozgrywek przełomu 1944 i 1945 już nie zostały zgłoszone.